# Terremoto de las Islas Salomón de 2016
El terremoto de las Islas Salomón de 2016 fue un sismo de magnitud 7.8 Mw ocurrido a las 04:38:46 horas UTC +11 del 9 de diciembre de 2016 (17:38 UTC del 8 de diciembre), con epicentro a 68 kilómetros al oeste-suroeste de Kirakira, provincia de Makira-Ulawa, Islas Salomón. El movimiento sísmico tuvo una profundidad de 41 kilómetros y alcanzó una intensidad máxima de VIII Mercalli (Severo) en Kirakira. El terremoto causó la muerte de una niña en Guadalcanal, en el derrumbe de una casa, y daños en diversos edificios.
Se declaró una alerta de tsunami para las Islas Salomón, Papúa Nueva Guinea, Vanuatu, Tonga, Nauru, Nueva Caledonia, Tuvalu, Nueva Zelanda y Hawái. Finalmente fueron canceladas y la alerta solo permaneció para las islas involucradas en el epicentro, registrando una altura máxima de 30 centímetros, sin que se produjeran mayores daños.

## Terremoto
El terremoto ocurrió a las 04:38 horas, según lo consigna el Servicio Geológico de los Estados Unidos, preliminarmente se habla a de un sismo de magnitud 8.0 Mw, a los minutos después fue rebajado a 7.7 Mw y finalmente se estableció en 7.8 Mw con epicentro a 68 kilómetros al oeste-suroeste de Kirakira.
Otros organismos como el Centro Sismológico de Europa Mediterráneo (CSEM-EMSC) cifraron al sismo en 7.8 Mw; sin embargo, el Servicio Sismológico Alemán lo determinó en 7.7 Mw. Caso contrario fue el IPGP que indicó que la magnitud había sido de magnitud 7.9 Mw.

## Geología
El terremoto ocurrió como resultado de una falla inversa superficial, ligeramente oblicua o cerca del límite de la placa entre las placas de Australia y el Pacífico. Las soluciones de los mecanismos focales indican que la ruptura se produjo en una falla inversa que se desplaza hacia el noroeste o hacia el norte y hacia el sur, moderadamente inmersa. En el lugar del terremoto, la placa de Australia subduce bajo la placa del Pacífico hacia el este-noreste a una velocidad de aproximadamente 96 mm/año. La localización, la profundidad y las soluciones del mecanismo focal del terremoto son consistentes con su relación con el empuje bajo de la placa australiana debajo de la placa del Pacífico.
Aunque comúnmente se representan como puntos en los mapas, los terremotos de este tamaño se describen más apropiadamente como deslizamiento sobre un área de falla más grande. Los eventos de falla inversa del tamaño del terremoto son típicamente alrededor de 120x55 km (longitud x ancho).
El terremoto ocurrió aproximadamente a 100 kilómetros al noroeste de la frontera de la placa de Australia (trinchera) donde la placa del Pacífico transita del empuje para transformar la tectónica entre la trinchera de Nueva Bretaña al noroeste y la fosa de las Nuevas Hébridas más al este. Un par de grandes terremotos (7.6 Mw y 7.4 Mw) ocurrieron en esa región de transición límite de la placa en abril de 2014. Más ampliamente, el arco de las Islas Salomón es muy sísmicamente activo, con 53 terremotos sobre 6.5 Mw ocurridos dentro del área de ruptura de este terremoto. 
El más grande de estos fue un terremoto de 7.9 Mw alrededor de 50 kilómetros al sudoeste en octubre de 1931, cerca de la trinchera de Nueva Bretaña. En 1979, un terremoto de 7.1 Mw ocurrió en un lugar casi idéntico (8 km al noroeste) a este evento. Se sabe que ninguno de estos terremotos históricos causó muertes relacionadas con la sacudida, probablemente debido a su remota ubicación lejos de los centros de población que podrían ser vulnerables a los temblores del terremoto.

## Tsunami
El Centro de Alerta de Tsunamis del Pacífico (PTWC) declararon alerta de tsunami para las Islas Salomón, Papúa Nueva Guinea, Vanuatu, Tonga, Nauru, Nueva Caledonia, Tuvalu y Nueva Zelanda. Además se estableció la alerta para Hawái que fue cancelada minutos después.
Las alertas fueron canceladas, solamente se estableció una alerta preventiva para las Islas Salomón, donde la ola máxima fue de 30 centímetros y la costa oeste de Nueva Zelanda por precaución.